# Asperthorax
Asperthorax este un gen de păianjeni din familia Linyphiidae.
Cladograma conform Catalogue of Life:
| Asperthorax | \| \| Asperthorax borealis \| \| \| \| \| \| Asperthorax communis \| \| \| \| \| \| Asperthorax granularis \| \| \| \| |
|             | \| \| Asperthorax borealis \| \| \| \| \| \| Asperthorax communis \| \| \| \| \| \| Asperthorax granularis \| \| \| \| |
|             | Asperthorax borealis                                                                                                   |
|             | |
|             | Asperthorax communis                                                                                                   |
|             | |
|             | Asperthorax granularis                                                                                                 |
|             | |